# Мануйлівська сільська рада (Шахтарський район)
| Мануйлівська сільська рада — колишній орган місцевого самоврядування у Шахтарському районі Донецької області з адміністративним центром у c. Мануйлівка. Сільській раді підпорядковані населені пункти: - c. Мануйлівка - с. Петрівське |

## Склад ради
Рада складалася з 15 депутатів та голови.

## Керівний склад сільської ради
| ПІБ                           | Основні відомості                                                                             | Дата обрання | Дата звільнення |
| ----------------------------- | --------------------------------------------------------------------------------------------- | ------------ | --------------- |
| Д'яков Володимир Іванович     | Сільський голова, 1960 року народження, освіта, член Всеукраїнського об'єднання «Батьківщина» | 26.03.2006   | 31.10.2010      |
| Сурженко Дмитро Олександрович | Сільський голова, 1983 року народження, освіта вища, член Партії регіонів                     | 31.10.2010   |                 |

Примітка: таблиця складена за даними джерела